# Otakar Brousek junior

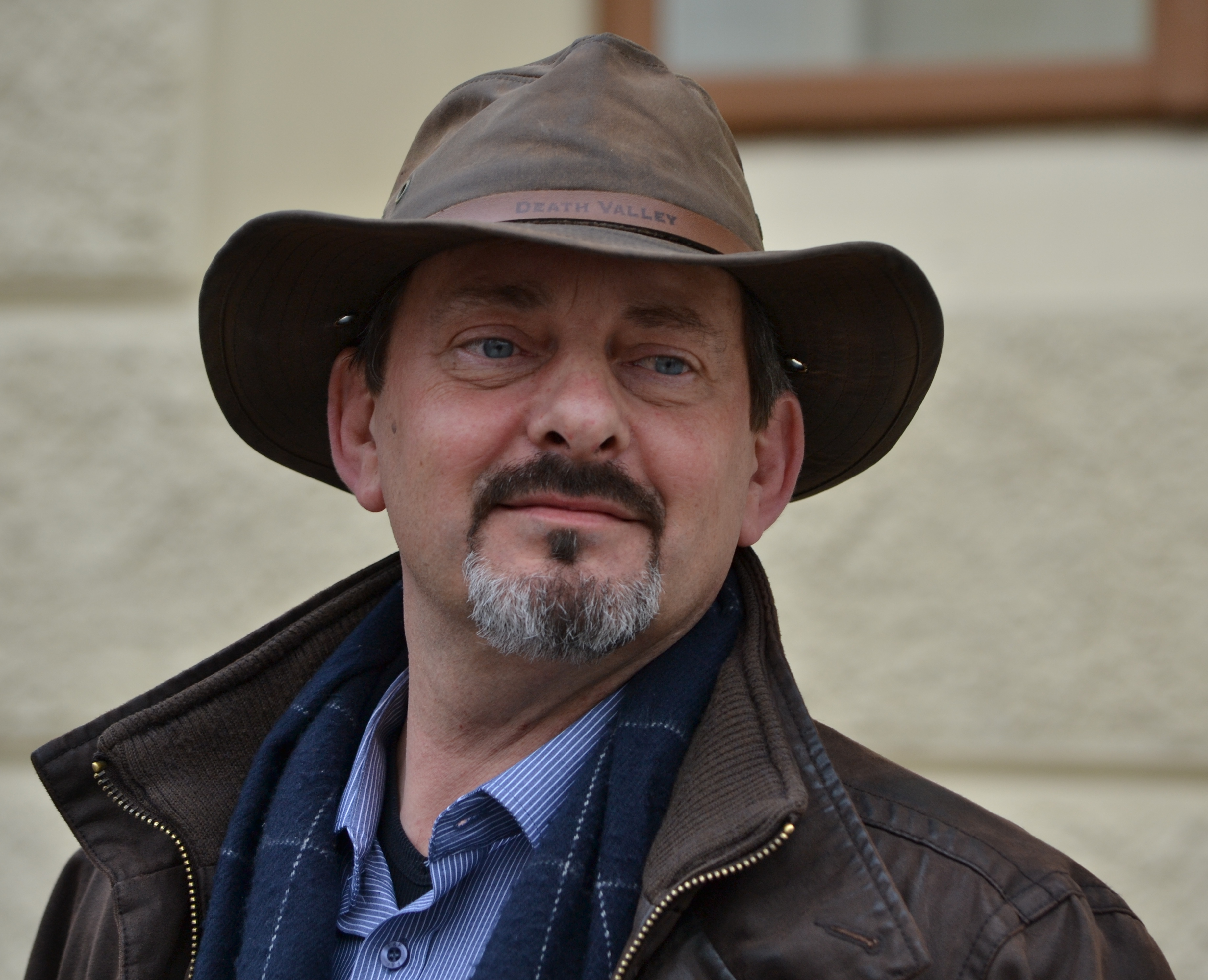
Otakar Brousek (2013)

Otakar Brousek (* 8. Mai 1957 in Prag, Tschechoslowakei) ist ein tschechischer Schauspieler.

## Leben
Otokar Brousek ist der Sohn des tschechischen Schauspielers Otakar Brousek (1924–2014). Seine Schwester ist die Schauspielerin Jaroslava Brousková. Nach seinem Abschluss am Prager Konservatorium spielte er am Theater von Kladno. Ab 1990 spielte er am Prager Stadttheater und seitdem ist er auch ein ständiges Mitglied des Schlosstheaters Divadlo ABC. Bereits 1974 debütierte Brousek als Filmschauspieler in kleineren Nebenrollen in Jaromír Boreks Am Start ist der Delphin und in Jiří Hanibals Du machst uns Kummer.
Mit seiner ersten Frau, der Schauspielerin Zuzana Mixová, hat Brousek zwei gemeinsame Kinder. Seine zweite Frau Helen ist eine Tänzerin. Sein Sohn ist der Schauspieler und Komponist Ondřej Brousek.

## Filmografie (Auswahl)
- 1974: Am Start ist der Delphin (Na startu je delfín)
- 1974: Du machst uns Kummer (Velké trápení)
- 1975: Kleines Fräulein Robinson (Robinsonka)
- 1978: Der Tod der Fliege (Smrt mouchy)
- 1978: Hopp …! Und ein Menschenaffe ist da (Hop – a je tu lidoop)
- 1980: Eine Braut zum Küssen (Nevěsta k zulíbání)
- 1998: Eine Liebe in Prag (Prague Duet)
- 2023: Große Träume (Děti Nagana)